# Đại học Nông nghiệp Wonsan
Đại học Nông nghiệp Wonsan tiếng Anh là Wonsan Agricultural University (Korean: 원산농업대학) là một trường đại học nông nghiệp phi lợi nhuận ở thành phố Wonsan, tỉnh Kangwŏn, Bắc Triều Tiên. Trường được thành lập năm 1948 và được Bộ Giáo dục Bắc triều Tiên công nhận.

## Lịch sử
Trước khi trở thành trường đại học năm 1948, Đại học Nông nghiệp Wonsan là địa điểm của Tu viện Lãnh thổ Tokwon. Các tu sĩ Benedictine của Đức thuộc Tu hội Truyền giáo Benedictine của Saint Ottilien đã thành lập tu viện vào năm 1927-1928. Đầu tiên, một tòa nhà chủng viện được xây dựng, và sau đó từ năm 1929 đến 1932, một tu viện Neo-Romanesque và một nhà thờ đều được xây dựng.
Sau Thế chiến II, sau khi Nhật Bản đầu hàng và Triều Tiên được giải phóng năm 1945, tu viện vẫn tồn tại và tiếp tục hoạt động. Năm 1948-1949, tu viện bị đóng cửa và biến thành Đại học Nông nghiệp Wonsan. Chủng viện được biến thành Giảng đường số 2 và nhà thờ tu viện được biến thành Giảng đường số 1. Trường là trường đại học nông nghiệp đầu tiên ở Bắc Triều Tiên.
Trong Chiến tranh Triều Tiên, Giảng đường số 1 đã bị ném bom và phá hủy một phần. Sau vụ đánh bom, tòa nhà đã được sửa chữa. Các thầy tu vẫn là một phần của Tu viện Lãnh thổ Tokwon chuyển đến Hàn Quốc và thành lập Tu viện Waegwan vào năm 1952.
Khoảng năm 1980, một ký túc xá bốn tầng được xây dựng cho mục đích sinh sống của sinh viên nước ngoài.
Hiện nay, Đại học Nông nghiệp Wonsan là trường đại học nông nghiệp lớn nhất ở Bắc Triều Tiên.

## Giáo dục
Sinh viên tại Đại học Nông nghiệp Wonsan học theo hệ tư tưởng Juche. Tại trường đại học, sinh viên học về nông nghiệp, kinh tế quản lý nông nghiệp, khoa học thú y, chăn nuôi, sinh học nông nghiệp, trồng cây ăn quả, khoa học địa chất/khoáng sản và các lĩnh vực liên quan đến nông nghiệp khác.
Đại học Nông nghiệp Wonsan cung cấp chương trình học năm năm.
Sinh viên nước ngoài có thể nộp đơn vào trường và nếu được chấp nhận, họ được dạy tiếng Triều Tiên cho đến khi họ có thể hòa nhập với các sinh viên bình thường.

## Các khoa
Khuôn viên của Đại học Nông nghiệp Wonsan bao gồm Tòa nhà Giảng đường Số 1 và Tòa nhà Giảng đường Số 2, thư viện, tòa nhà hành chính, ký túc xá, trang trại thực hành thu nhỏ và một nhà kính mà Kim Jong-il từng đứng. Nhà kính có hình tam giác màu đỏ đánh dấu vị trí Kim Jong-il đứng và ông cũng được biết là thường xuyên đến thăm trường. Khu vực xung quanh sân trường dày đặc cây cối và chứa một cây thông được trồng vào năm 1890, được coi là một trong những "Kho báu tự nhiên của Nhà nước" của chính phủ Bắc Triều Tiên.

## Đại học Thủy sản Wonsan
Đại học Thủy sản Wonsan thành lập năm 1959 và từng là một khoa của Đại học Nông nghiệp Wonsan. Đại học Thủy sản đào tạo kỹ thuật viên thủy sản trong chế biến hải sản, nuôi cá và nuôi trồng thủy sản, và kỹ thuật cơ khí. Đại học Thủy sản Wonsan cũng có tàu đào tạo riêng.